# Gabriella Tarantello
Gabriella Tarantello (Pratola Peligna, 15 de outubro de 1958) é uma matemática italiana, especializada em equações diferenciais parciais, geometria diferencial e teoria de gauge. É professora do departamento de matemática da Universidade de Roma Tor Vergata.

## Formação e carreira
Fez seus estudos de graduação na Università degli Studi dell'Aquila, onde obteve um diploma de bacharel em 1982. Foi para a Universidade de Nova Iorque para estudos de pós-graduação no Instituto Courant de Ciências Matemáticas, obtendo um mestrado em 1984 e concluindo o Ph.D. em 1986. Sua tese, Some Results on the Minimal Period Problem for Nonlinear Vibrating Strings and Hamiltonian Systems; and on the Number of Solutions for Semilinear Elliptic Equations, foi orientada por Louis Nirenberg.
Após pesquisas de pós-doutorado no Instituto de Estudos Avançados de Princeton e ter sido professora assistente visitante na Universidade da Califórnia em Berkeley, foi membro do corpo docente da Universidade Carnegie Mellon em 1989. Retornou para a Itália como professora associada na Universidade de Roma Tor Vergata em 1993, seguindo para a Universidade da Basilicata como professora titular em 1994, e retornou para a Tor Vergata como professora titular em 1995.

## Livros
Tarantello é autora do livro Selfdual Gauge Field Vortices: An Analytical Approach (Progress in Nonlinear Differential Equations and Their Applications 72, Birkhäuser, 2008). Com Matthew J. Gursky, Ermanno Lanconelli, Andrea Malchiodi e Paul C. Yang, é coautora de Geometric Analysis and PDEs: Lectures given at the C.I.M.E. Summer School held in Cetraro, Italy, June 11–16, 2007 (Lecture Notes in Mathematics 1977, Springer, 2009).

## Reconhecimento
Em 2014 ganhou o Prêmio Amerio do Istituto Lombardo Accademia di Scienze e Lettere. Em 2020 foi eleita membro da Academia Europaea.
Para o Congresso Internacional de Matemáticos de 2022 em São Petersburgo está listada como palestrante convidada.